# Rivière Gosselin (rivière Fortier)
Pour les articles homonymes, voir Gosselin et Rivière Gosselin.
La rivière Gosselin est un affluent rive gauche de la rivière Fortier dont les eaux se déversent successivement dans la rivière Gatineau, puis dans la rivière des Outaouais. La rivière Gosselin coule dans la partie ouest du territoire de la ville de La Tuque, dans la région administrative de la Mauricie, au Québec, au Canada.
Le cours de la rivière coule entièrement dans le canton de Gosselin.

## Géographie
Les bassins versants voisins de la rivière Gosselin sont :
- côté nord : rivière Douville, lac Douville, rivière Clova ;
- côté est : lac Gosselin ;
- côté sud : rivière Fortier ;
- côté ouest : rivière Gatineau.

Le lac Gosselin, d'une longueur de plus de 8 km (altitude : 460 m) constitue la principale source de la rivière Gosselin. Ce lac est situé à l'ouest du village de Parent, au sud-est du village de Clova que traverse le chemin de fer du Canadien National. Depuis le lac, la rivière coule vers le sud-ouest sur environ 5 km jusqu'à sa confluence avec la rivière Fortier.

## Toponymie
Le toponyme rivière Gosselin a été officialisé le 5 décembre 1968 à la Banque des noms de lieux de la Commission de toponymie du Québec.